# Tom Brennan
Thomas Francis Brennan, detto Tom (New York, 6 agosto 1930 – 11 febbraio 1990), è stato un cestista statunitense, professionista nella NBA.

## Carriera
Venne selezionato dai Philadelphia Warriors nel Draft NBA 1952.